# HMS Rodney (29)
HMS Rodney byla bitevní loď Royal Navy třídy Nelson.

## Osudy
V letech 1937–1938 loď dostala katapult, který nesla až do roku 1943 (nesla plovákový letoun Fairey Swordfish), tři osmihlavňové 40mm komplety a radar typu 79Y (Rodney byly vůbec první lodí Royal Navy, která nesla radar).
Rodney hrál důležitou úlohu při potopení německé bitevní lodě Bismarck v květnu roku 1941. V roce 1941 byl Rodney součástí svazu H v Gibraltaru, přičemž ve stejném roce byl také opravován v americkém Bostonu. Zde byla zesílena protiletadlová výzbroj, k čemuž došlo v následujících letech ještě několikrát. V roce 1942 se Rodney podílel na podpoře spojeneckého vylodění v Severní Africe (Operace Torch), v následujícím roce i na vylodění na Sicílii a v Itálii. V roce 1944 loď podporovala vylodění v Normandii. V prosinci 1944 byl Rodney převeden do rezervy (pohonný systém měl časté havárie a loď také nebyla do takové míry modernizována jako sesterský Nelson). Ke konci služby jeho protiletadlovou výzbroj tvořilo 44 kusů 40mm kanónů a 68 kusů 20mm kanónů.
Do rezervy byla loď převedena v roce 1946, v roce 1948 byla zcela vyřazena a prodána k sešrotování.